# French hood
Il french hood, o arcelet in francese, era un copricapo femminile indossato in Europa - principalmente in Francia, Spagna e Inghilterra - tra il XVI secolo e il XVII secolo.

## Storia
Già indossato, in una forma più semplice, da regine e principesse spagnole e francesi verso la fine del XV secolo; il capo venne introdotto in Inghilterra da Anna Bolena, seconda moglie di re Enrico VIII, che aveva vissuto per molto tempo in Francia. Il french hood si differenzia dal precedente gable hood o English hood - di forma triangolare - per la sua forma rotonda, simile a quella del kokošnik russo. Dopo la morte della Bolena e la salita al trono inglese di Jane Seymour, l'uso del french hood venne sostituito nuovamente da quello del gable hood. Tuttavia, il cambiamento non durò molto: la quinta moglie di Enrico, Catherine Howard, lo riportò in voga.

## Composizione
Il copricapo veniva solitamente indossato sopra una cuffietta in lino o seta, allacciata al di sotto del mento della donna; essa era sempre di colore bianco, ma precedentemente al 1520 si usavano anche cuffiette rosso cremisi. Dai bordi del copricapo, decorati con perline e gioie, scendeva un velo sempre nero di lana, velluto o seta. Lo strato centrale, tra la parte che poggiava sulla testa e la parte dalla quale scendeva il velo, era di un colore solitamente contrastante quello dell'abito dell'indossatrice. Esisteva una variante del copricapo di forma più schiacciata, quasi rettangolare, indossato soprattutto da Maria I d'Inghilterra.

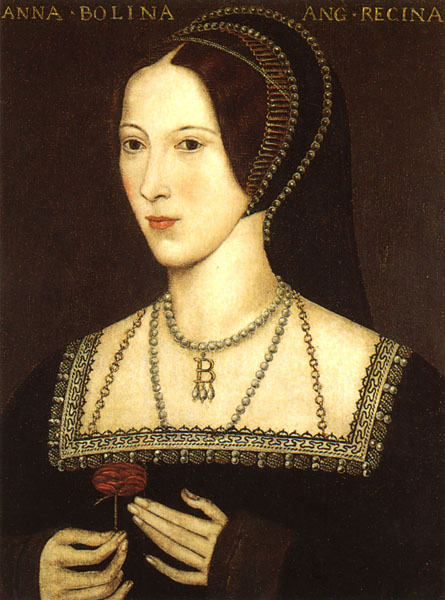
French hood indossato da Anna Bolena
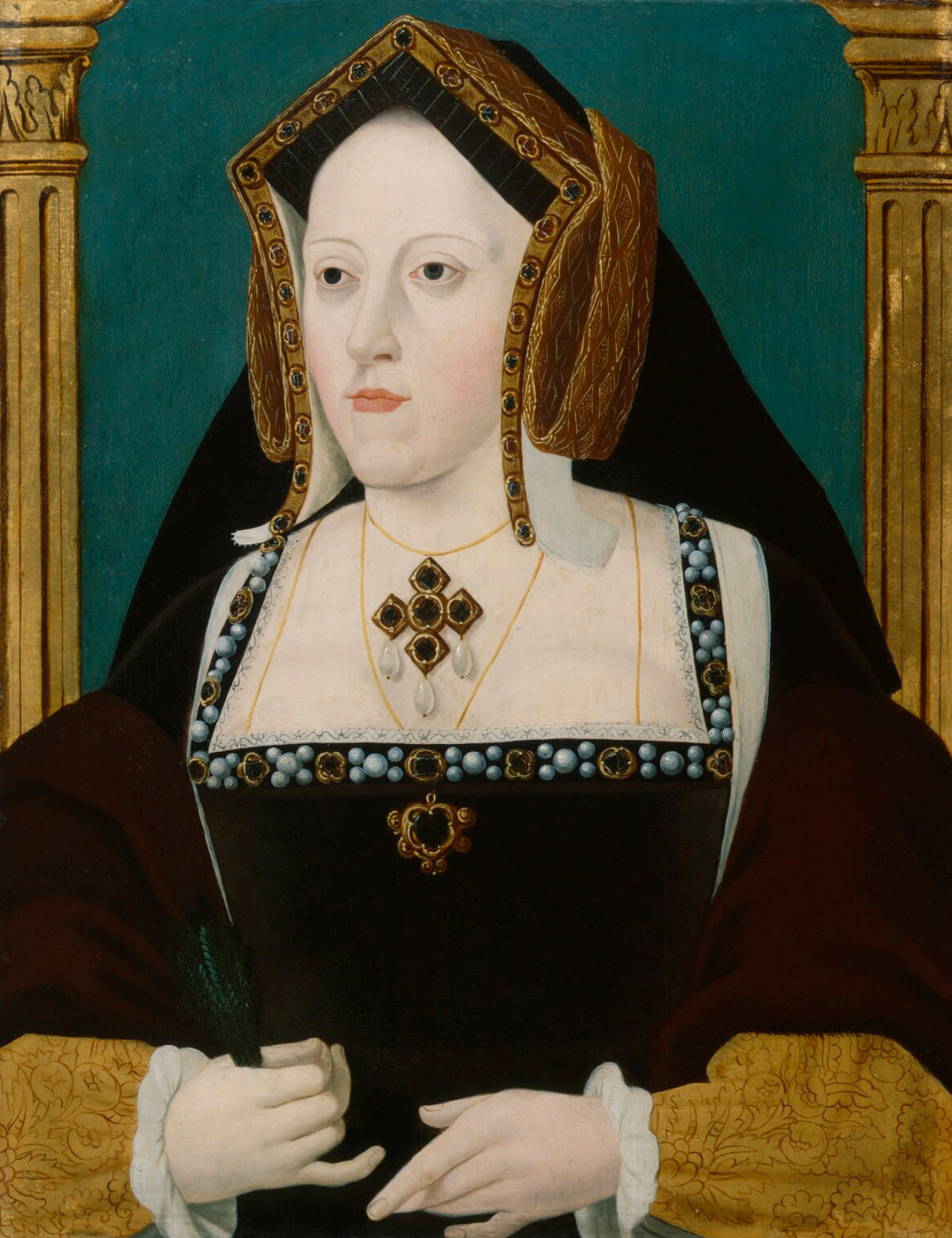
Gable hood indossato da Caterina d'Aragona